# Ewa Żarska
Ewa Żarska (ur. 1975 w Piotrkowie Trybunalskim, zm. 16 kwietnia 2020 w Łodzi) – polska reporterka telewizyjna, reportażystka, dziennikarka śledcza.

## Życiorys
Ukończyła polonistykę i dziennikarstwo w Wyższej Szkole Pedagogicznej w Łodzi.
Pracę zawodową rozpoczęła w bełchatowskim magazynie „Fakty”, następnie pracowała w Radiu Łódź, tworzyła materiały dla Telewizji Piotrków działającej przy Miejskim Ośrodku Kultury w Piotrkowie i Piotrkowskiej Medialnej Agencji Informacyjnej. W 2001 roku została korespondentką z województwa łódzkiego Telewizji Polsat, pracowała również dla TVN24 w Łodzi. Od 2006 roku, przez dwa lata była rzeczniczką prasową Centrum Handlowego „Ptak”. W 2008 roku rozpoczęła pracę dla TV Biznes, następnie wróciła do Łodzi jako reporterka Polsat News. Przez dwa lata (2013–2015) była korespondentką stacji w Londynie. Od 2015 roku była reporterką w warszawskiej redakcji Polsat News, a od 2016 roku ponownie pracowała dla Polsat News w Łodzi. Przez kilka lat współtworzyła redakcję programu interwencyjnego „Państwo w Państwie”.
W 2017 roku otrzymała nagrodę w konkursie „MediaTory” w kategorii „ReformaTOR” za reportaż telewizyjny Mała prosiła, by jej nie zabijać – powstały po półrocznym śledztwie nad zdemaskowaniem podejrzanego o pedofilię Krzysztofa Pomorskiego „Piotra”. Po emisji programu z materiałem Żarskiej na wniosek Prokuratora Generalnego wznowiono postępowanie w tej sprawie. Za reportaż była również nominowana do nagrody Grand Press w kategorii dziennikarstwo śledcze oraz do Nagrody im. Andrzeja Woyciechowskiego.
16 kwietnia 2020 została znaleziona martwa w swoim mieszkaniu. Według doniesień medialnych popełniła samobójstwo.
Została pochowana 27 kwietnia 2020 roku na Starym Cmentarzu Rzymskokatolickim w Piotrkowie Trybunalskim.

## Książki
Łowca. Sprawa Trynkiewicza, Znak, Kraków 2018 ISBN 978-83-240-4864-9